# El Perellonet
El Perellonet és un barri i pedania de la ciutat de València pertanyent al districte dels Pobles del Sud. Tenia 1.515 habitants censats l'any 2024 segons l'ajuntament de València, que classifica el barri amb el número 19.6.

## Geografia

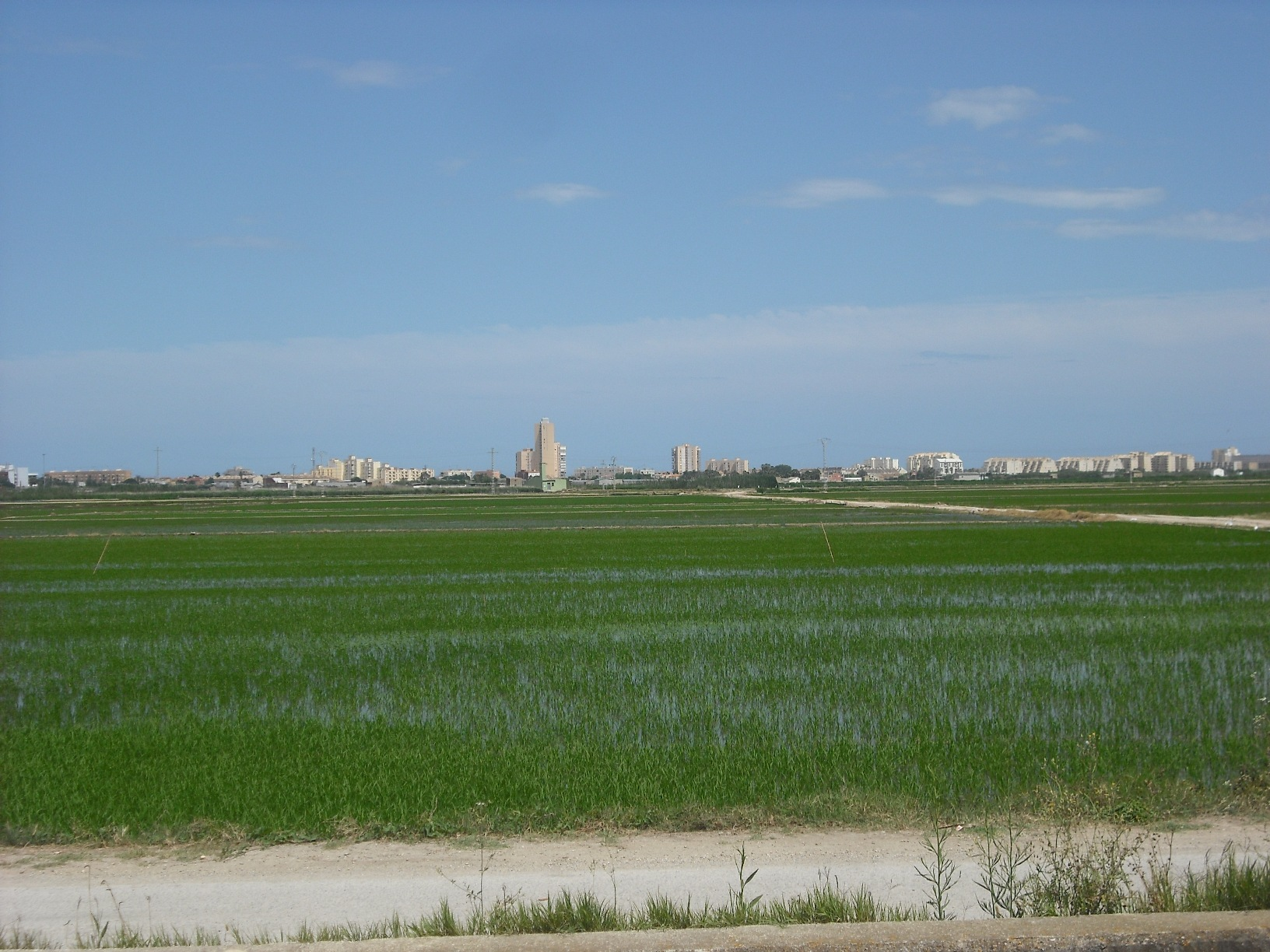
El Perellonet vist des del Palmar

El barri del Perellonet, el més meridional de tota València (a 19 km del centre de la ciutat), està situat a l'extrem sud del districte dels Pobles del Sud. Limita al nord amb els barris del Saler i el Palmar, del mateix districte; a l'est amb la mar mediterrània; al sud amb la pedania del Perelló, pertanyent al municipi de Sueca; i a l'oest amb el Parc Natural de l'Albufera de València i els municipis de Sueca i Sollana.
Urbanísticament, el barri del Perellonet compta amb tres zones ben diferenciades: al nord, el núcli original de pescadors anomenat "el poble"; al sud, el núcli modern amb passeig marítim, platja, club nàutic i habitatges d'estiueg (molt d'ells amb habitants continus); i, entre aquests dos núclis, la carretera CV-500 (amb el nom d'"avinguda de les Gavines" al Perellonet) vorejada de camps a l'oest i d'urbanitzacions modernes a l'est.

### Nomenclàtor
- C/ Amura
- C/ Àncora
- C/ Arboradura
- C/ Babord
- C/ Bitàcora
- C/ Botavara
- C/ Cabrestant
- Entr. Casa el Moreno
- C/ Collverd
- Entr. Cubà
- C/ Dofins
- C/ Dunes
- Entr. Escales
- C/ Escotilla
- C/ Estribord
- C/ Eslora
- Entr. Filero
- Entr. Gabino
- Av. Gavines
- Entr. Gola del Perellonet
- Pas. de les Goles
- C/ Gos Gus
- C/ Hèlix
- C/ Llebeig
- C/ Llobarro
- C/ Lluís Sánchez Polack
- Grup Marqués de Valterra
- C/ Martinet
- C/ Mascaró
- C/ Messana
- Entr. Niset
- C/ Oroneta
- C/ Pal
- C/ Proa
- C/ Quilla
- Entr. Quilis
- C/ Sirena
- C/ Sobrevent
- C/ Sotavent
- C/ Timó
- Entr. Ventura
- C/ Vora del Pantà

## Història

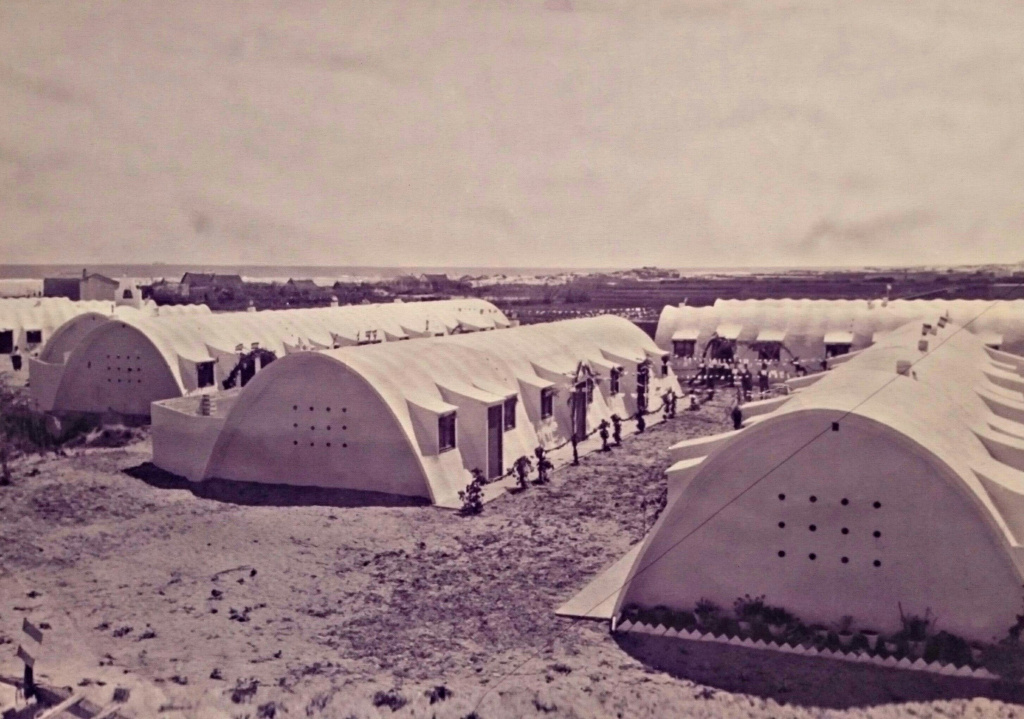
Grup de pescadors marqués de Valterra

Fins al 1903 la zona del Perellonet per només un reduït nombre de pescadors que havien construït algunes barraques però no residien allà de manera estable. No obstant, aquell any, amb la construcció de la gola del Perellonet, s'edificà una caseta per a l'encarregat de la infraestructura i sa família. Ja en la dècada de 1920, amb la construcció de la carretera Nazaret-Oliva (actual CV-500) començaren a haver-hi més assentaments i, per a l'any 1930, ja hi havien 10 o 12 families.
Després de la guerra civil espanyola, un grup de families de baixos recursos provinents de València s'afincà en el Perellonet buscant un lloc on construïr una barraca per a treballar en el camp o la mar. Els escasos ingresos d'estes families i el penós estat de les barraques cridà l'atenció del marqués de Valterra qui, a finals de la dècada de 1940, comença les gestions per a edificar una xicoteta parcel·la entre la carretera i la platja, que s'inaugurà el 1953 i constituix el núcli original del barri. El polígon consistia en 26 cases unifamiliars d'escasa superfície i una única planta i una xicoteta església, tot agrupat en una xicoteta plaça.
Ja a principis de la dècada de 1960 comencen a construïr-se els primers edificis turístics, tot i que no fou fins la primera meitat de la dècada de 1970 quan, amb la qualificació de "zona turística a potenciar" que li donava el PGOU vigent, començà a urbanitzar-se de manera massiva, restant la població original unida sense sol·lució de continuïtat amb una extensa zona de blocs d'apartaments i xalets.

## Demografia
Activitats econòmiques (2024)
| Gràfica d'evolució de El Perellonet entre 1970 i 2021 |
|                                                       |

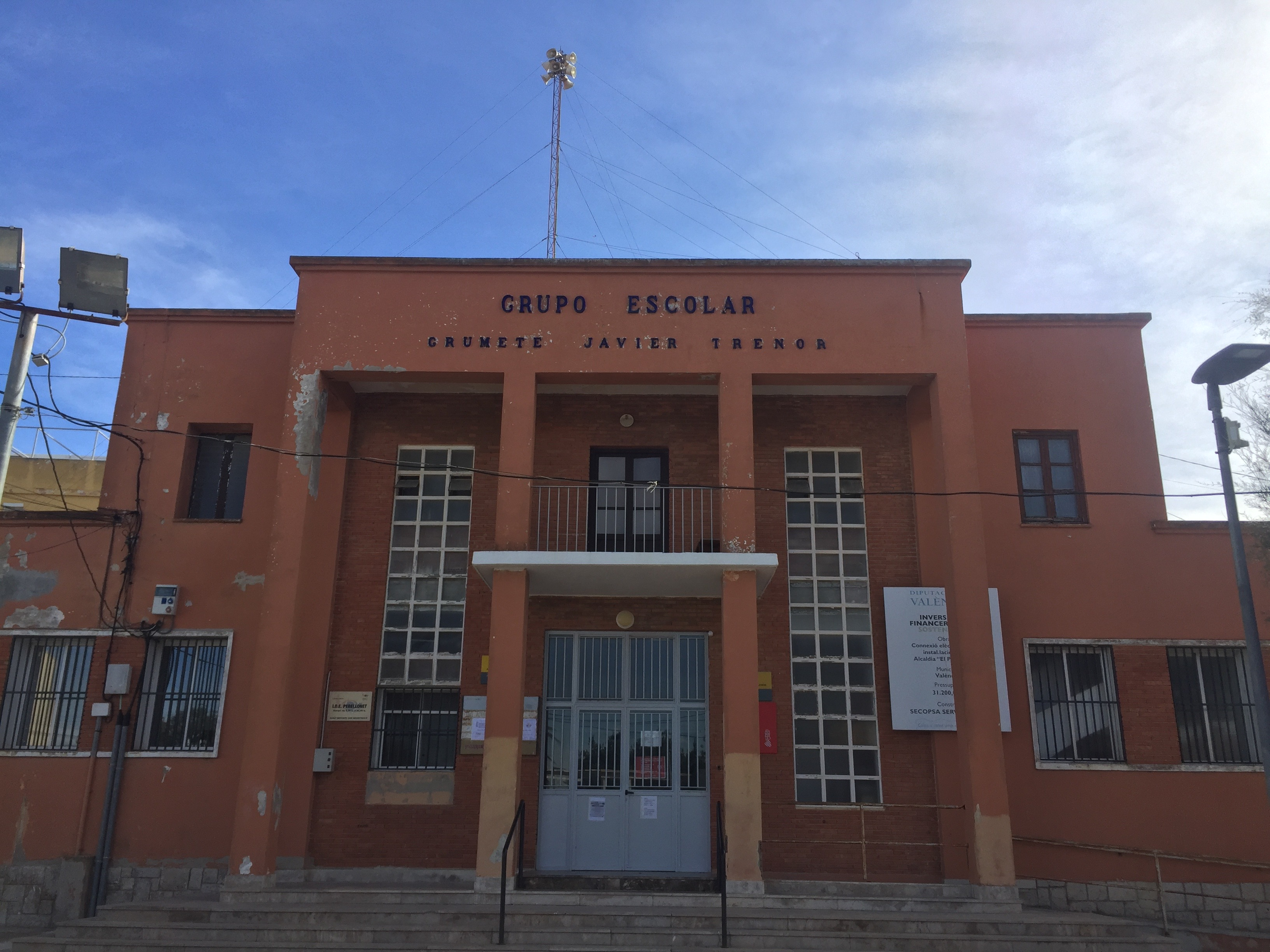
Grup escolar Grumete Javier Trenor

Com a servicis públics, el Perellonet compta amb el Grup Escolar Grumet Javier Trenor, l'únic col·legi del barri, tot i que actualment no hi ha activitat docent; l'església parroquial de la Mare de Déu del Carme del Perellonet; un consultori mèdic auxiliar; una instal·lacio esportiva elemental amb camp de futbol sala i hàndbol i bàsquet; i un centre d'activitats per a persones majors.

## Transport

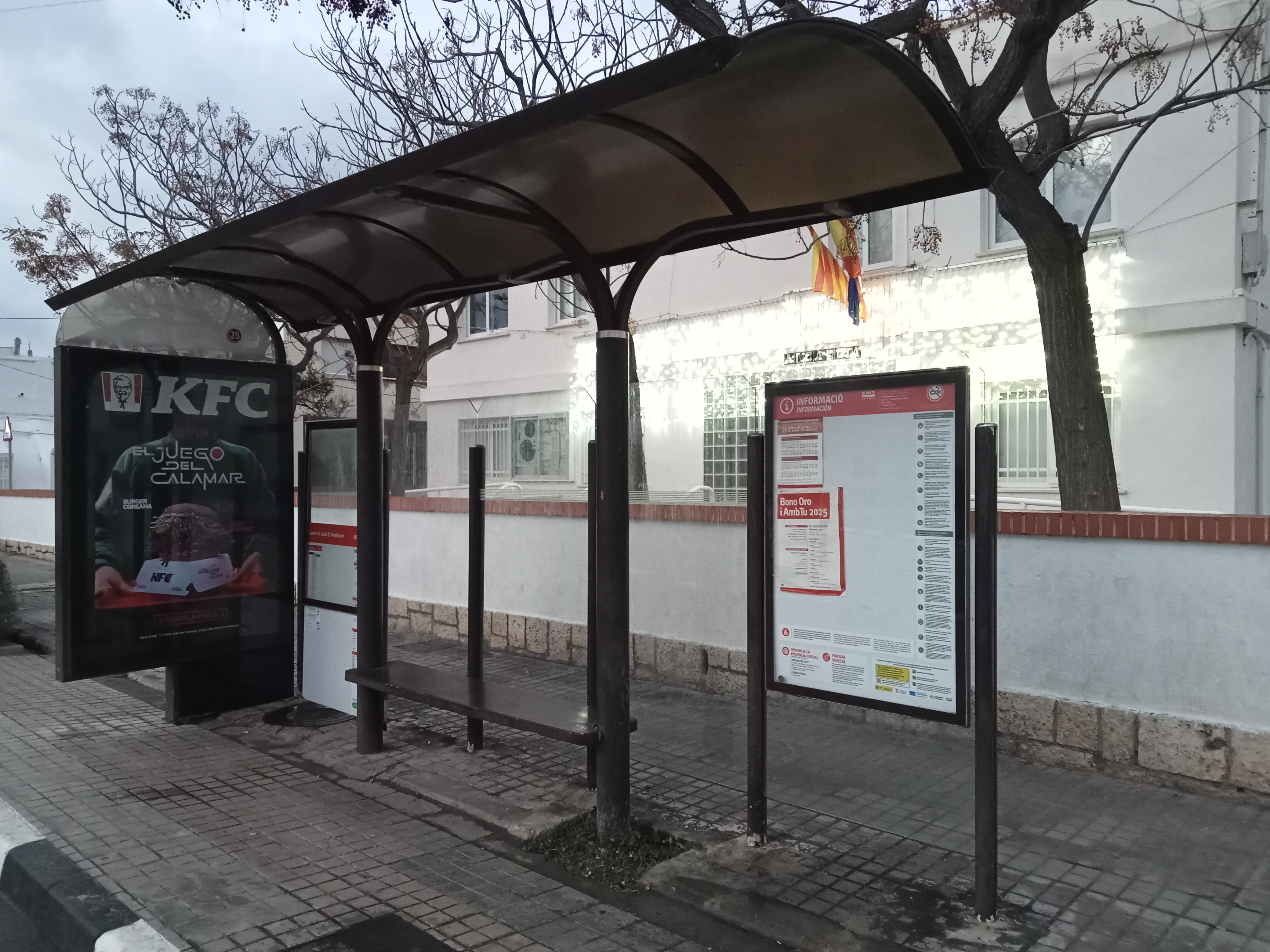
Parada de l'EMT al centre de salut

- Autobusos Metropolitans de València (Metrobus)[8]
  - 191
- Empresa Municipal de Transports de València (EMT)[9]
  - 25
- Xarxa de Carreteres de la Generalitat Valenciana[10]
  - CV-500
- Valenbisi
  - Sense aparcaments.[11]